# جون نـاش
جون نـاش (بالإنجليزية: June Nash)‏ هي عالمة الإنسان أمريكية، ولدت في 1927.